# Parti communiste japonais (Faction de gauche)
Pour les articles homonymes, voir Parti communiste japonais (homonymie).
Le Parti communiste japonais (Faction de gauche) (日本共産党 (左派), Nihon Kyōsantō Saha) est un parti politique communiste japonais d'obédience maoïste. Il a été fondé en 1969, sur la base du comité du Parti communiste japonais de la préfecture de Yamaguchi.
Actuellement maoïste, il a subi un schisme en 1975, lorsque la section de Kanto du parti a adopté le hoxhaïsme du Parti communiste de Nouvelle-Zélande, tandis que la faction de Yamaguchi a continué de soutenir le maoïsme. Le parti s'est réunifié autour du maoïsme en 1980.